# セント・ポール女学校
セント・ポールズ・ガールズ・スクール(St Paul's Girls' School)は、イギリス、西ロンドンのハマースミス、ブルック・グリーンにある11歳から18歳までの女子のための私立の全日制学校である。

## 歴史

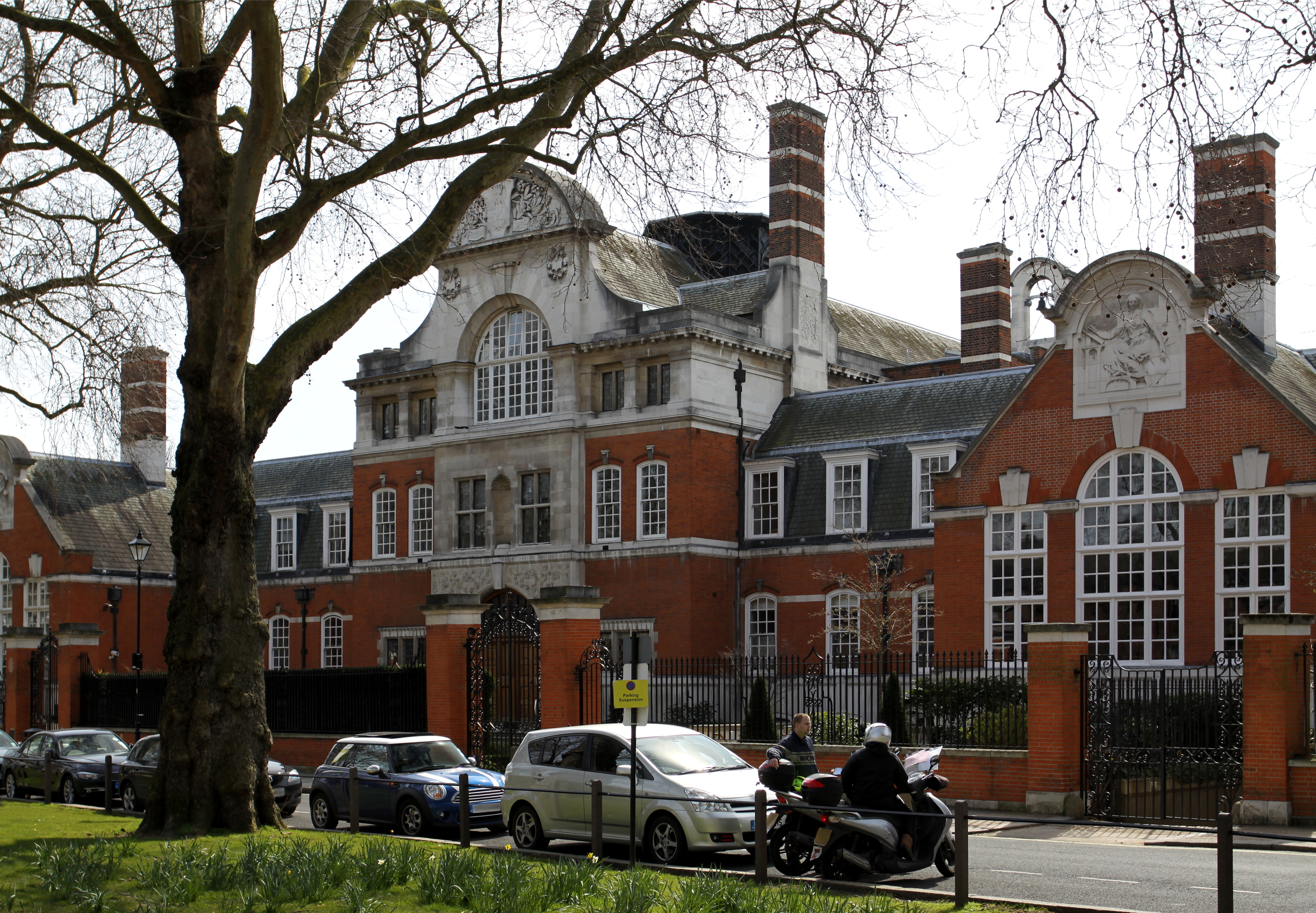
ブルック・グリーンにある学校の本館

セント・ポール女子校は、ジョン・コレットが16世紀に設立した男子校を補完する女子校として、1904年にマーサー協会（Worshipful Company of Mercers）によって設立された。教員・スタッフには、オックスフォード大学、ケンブリッジ大学、ロンドン大学の出身者もいる。
学校の建物は、画家ジョン・コールコット・ホースリーの息子で、アート・ワーカーズ・ギルドの創設メンバーの一人である建築家ジェラルド・ホースリーによって設計された。
同校には、グスタフ・ホルスト（1905-34年）やハーバート・ハウエルズ（1936-62年）を筆頭に、著名な音楽監督が何人もいる。ホルストは、同校の生徒のために「セント・ポール組曲」と「ブルック・グリーン組曲」を作曲した。また、ホルストはセント・ポール校で教鞭をとりながら、誰もが認める彼の最も有名な作品である組曲「惑星 (組曲)」を作曲した。ジョン・リントン・ガードナーは、同校の音楽監督を非常勤で務めていた。

## 試験の結果
セント・ポール女学校は、GCSEとAレベルにおいて、定期的に極めて高い成績を収めている。2014年のGCSEでは、99.3％がA*またはA*の評価を受け、A*だけで評価されたのは93.6％であった。これは、同校が達成したA*の割合としては過去最高であり、国内でも最高であった。2016年には、エントリー数の60.0％がA*グレード、93.8％がA*またはAグレードを獲得し、同校史上最高のAレベル成績を達成した。

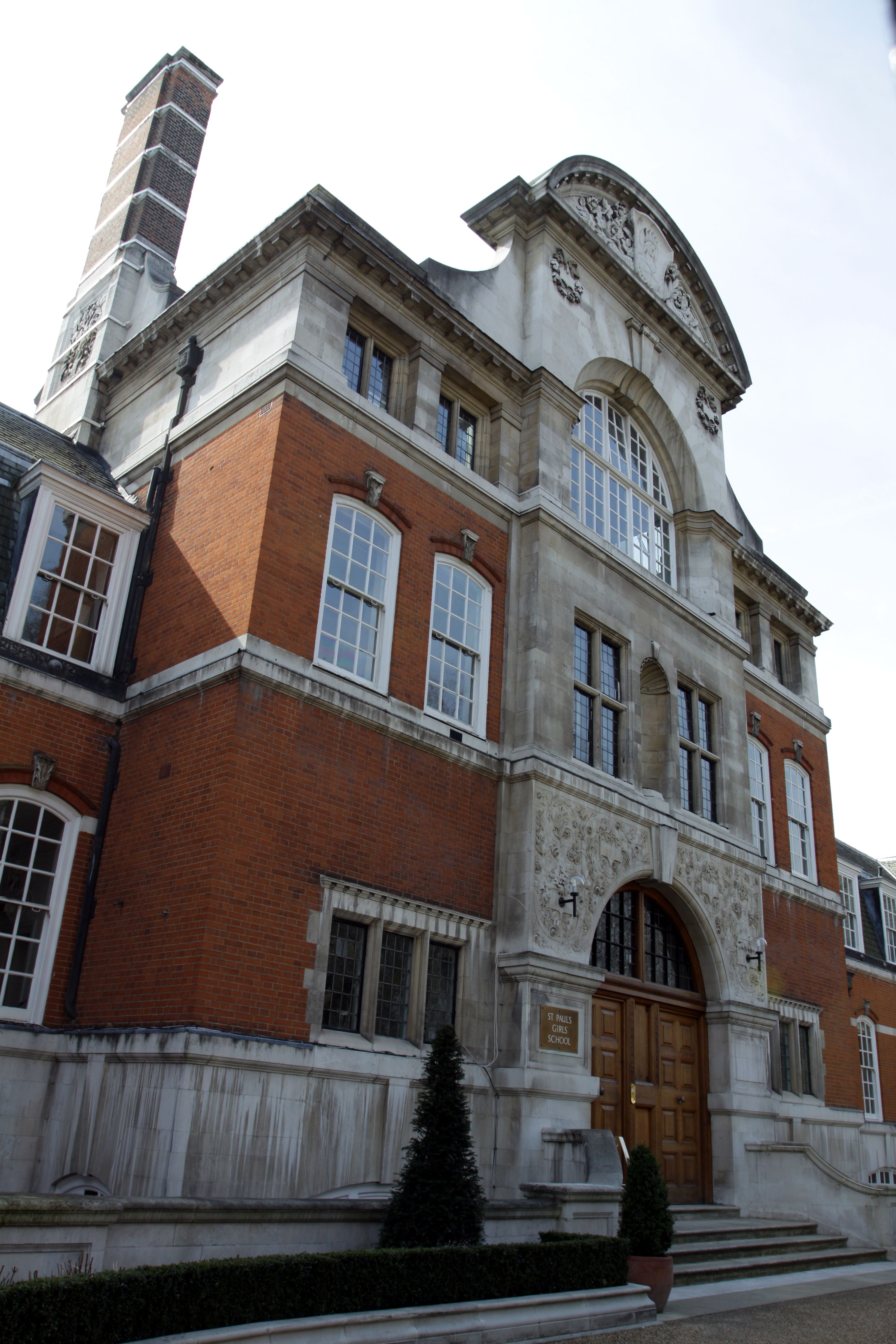
学校の本館の細部

2020年度のGCSEおよびIGCSEの成績では、生徒はセンター評価の評点と統計的に調整された算出評点のうち、高い方の評点を獲得した。エントリーの86％が9等級（2019年の結果より1％ポイント高い）を獲得し、エントリーの97.9％が8または9等級（旧A*等級に相当）を獲得した。2020年のAレベルおよびPre-Uの結果では、64.6%のエントリーがAレベルでA*グレードまたはPre-Uに相当するD1またはD2を獲得し、92.4%のエントリーがA*またはAグレード、98.4%がBグレード以上（またはPre-Uに相当）を獲得した。

## 音楽
グスタフ・ホルストは1905年から亡くなる1934年まで同校の音楽監督を務め、その間に『セント・ポール組曲』や『惑星』などの管弦楽組曲を作曲した。その後、ハーバート・ハウエルズが引き継ぎ、1960年代にジョン・ガードナーが就任した。ガードナーは、人気の高いクリスマス・キャロル『Tomorrow Shall Be My Dancing Day』や『The Holly and the Ivy』など、同校のために印象的な作品を数多く作曲した。ヒラリー・ダヴァン・ウェットンは1979年から1994年まで音楽監督を務めた。1988年には、子供たちのお気に入りの曲を集めたCDがスペクトラム・レコードからリリースされた。

## 演劇
この学校のメインの劇場は、卒業生のセリア・ジョンソンにちなんで名づけられた。その他の作品は、より小さなスペースであるドラマ・スタジオで上演される。